# ダヴィデ・ギルランダイオ

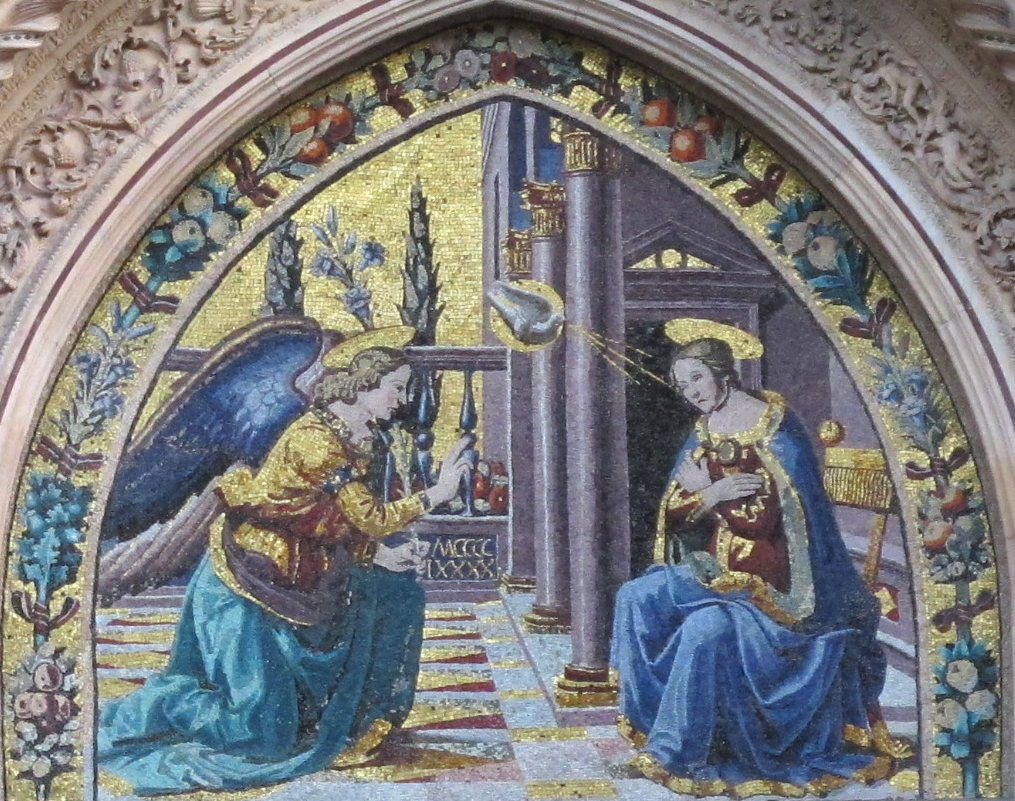
D・デ・ギルランダイオ作のモザイク画、「受胎告知」、サンタ・マリア・デル・フィオーレ大聖堂、兄と共作

ダヴィデ・ギルランダイオまたはダヴィド・ギルランダイオ、本名、ダヴィデ・ディ・ビゴルディ（Davide Ghirlandaio または David Ghirlandaio、本名 Davide di Bigordi、1452年3月14日生まれ、1525年4月10日 または1525年8月10日没）はイタリアの画家である。より有名な画家、ドメニコ・ギルランダイオ(1448-1494) の弟で、助手を務めた。サンドロ・ボッティチェッリ(1445-1510)や、フィリッピーノ・リッピ(1457-1504)といった画家と同時代の画家である。

## 略歴
フィレンツェで生まれた。父親のTommaso Bigordiは金細工師で、兄のドメニコ・ギルランダイオ(1448-1494)は有名な画家であり、弟のベネデット・ギルランダイオ(Benedetto Ghirlandaio:1458-1497)も画家になった。通称のギルランダイオは父親の通称を引き継いでいる。兄の助手として働き、バチカンのシスティーナ礼拝堂側壁の壁画制作にも、兄と共に参加した。主に兄の助手として働いたが、兄が亡くなった後は、一家の工房を運営し、兄の息子のリドルフォ・ギルランダイオ(Ridolfo Ghirlandaio: 1483-1561)を養育し、画家として教育した。
モザイク画家としてもすぐれ、オルヴィエートの聖堂(Orvieto Cathedral)や、フィレンチェのサンタ・マリア・デル・フィオーレ大聖堂のモザイク装飾も行った。

## 作品

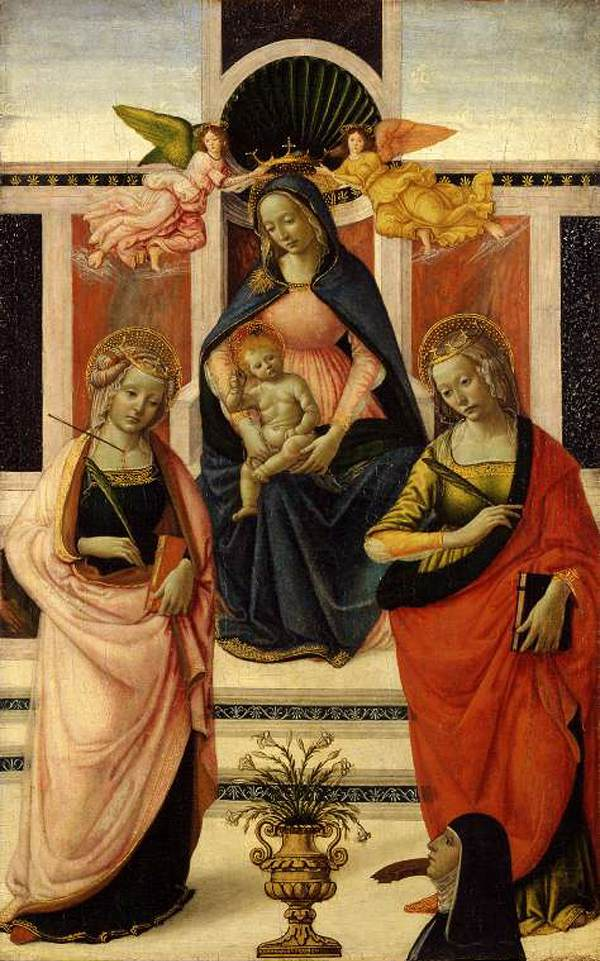
聖母子と聖ウルスラ、アレクサンドリアのカタリナ
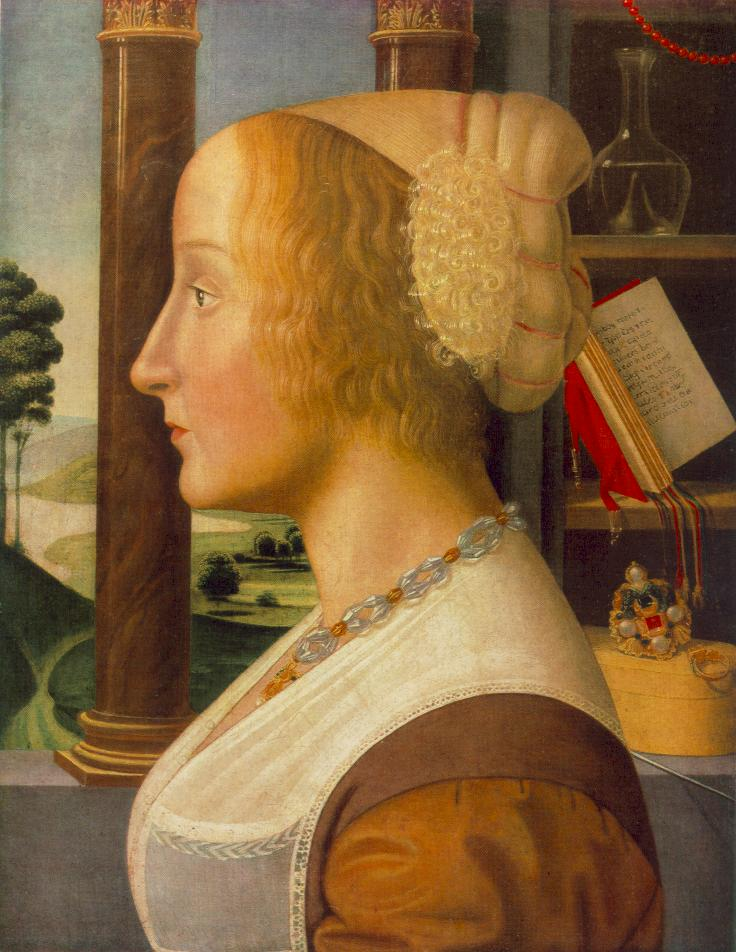
婦人像（以前はSebastiano Mainardi作とされていた。）